# Ojakylänlahti
Ojakylänlahti är en vik i Finland. Den ligger vid ön Karlö i landskapet Norra Österbotten, i den centrala delen av landet, 500 km norr om huvudstaden Helsingfors.